# Stavkirke di Urnes
La chiesa di Urnes (norvegese: Urnes stavkirke) è una chiesa in legno strutturale del XII secolo situata nella municipalità di Luster, lungo il Lusterfjord, nella Norvegia centrale. È la più antica delle circa trenta stavkirke attualmente esistenti in Norvegia e rappresentò un modello per l'architettura scandinava in legno alla fine dell'epoca vichinga.
Proprietà della Fortidsminneforeningen (Società per la Conservazione di Antichi Monumenti Norvegesi), nel 1979 divenne patrimonio dell'umanità dell'UNESCO. Raramente si tengono ancora le funzioni religiose.

## Storia
Le stavkirke (in italiano "chiesa a doghe" o "chiesa a pali portanti") della Norvegia datano tra il X e l'XI secolo. Sono edifici in legno strutturale di forma cubica tridimensionale ricoperta da assi murari, con un telaio costruito con listelli di legno e assi delle pareti montate nei telai dove opportuno.
La parola "Stave" (in norvegese: stav) significa robuste colonne di legno che sono i montanti angolari e le colonne che sostengono la struttura architettonica complessiva. Il relativo stile architettonico è caratterizzato dall'utilizzo dei listoni da parete verticali.
La stavkirke di Urnes fu costruita intorno all'anno 1130 o poco dopo e si trova ancora nella sua posizione originale. Si ritiene che sia la più antica stavkirke del paese. Lo scavo del 1956 ha rivelato che ci sono due chiese anteriori costruite sullo stesso sito. La prima chiesa fu costruita durante il periodo di transizione al cristianesimo secondo il modello della stolpekirke, con elementi strutturali (mura sorrette da piccoli predellini) incastonati nel terreno. Non si sa se la chiesa avesse un tetto sopra la parte centrale della navata, come invece si vede adesso. Probabilmente questo vecchio edificio può essere datato al principio dell'XI secolo. Il secondo fu costruito nella seconda metà del medesimo secolo. Entrambi erano piccole strutture con il design della navata e del coro. A metà del XII secolo la seconda chiesa fu demolita; la terza chiesa, basata su una parte della seconda, era molto diversa da essa. Incorporava una sezione centrale della navata più alta rispetto al resto dell'edificio; la struttura contiene 16 grandi doghe e definisce la navata centrale e le navate laterali. Il tetto del vano centrale è di 2 metri (6 piedi 7 pollici) più alto del tetto dei corridoi. Questo disegno era immensamente popolare all'epoca e servì da ispirazione per le successive stavkirke. Fornisce un collegamento tra l'architettura cristiana e quella dell'epoca vichinga, con tipiche decorazioni zoomorfe che prendono il nome dal sito: "Stile Urnes".
La chiesa venne costruita con una navata rettangolare ed uno stretto coro, entrambi rialzati. Il coro venne allargato ad est nel XVII secolo ma questa aggiunta, visibile nel disegno del tempio fatto da Johan Christian Dahl, venne in seguito rimossa, probabilmente perché troppo rovinata. La navata venne ampliata verso sud nel medesimo periodo. Altri elementi vennero aggiunti in seguito, tra cui una fonte battesimale del 1640, un baldacchino sopra all'altare (1665) ed un pulpito (1693-1695). Il retablo, che raffigura Cristo sulla croce con Maria e San Giovanni Battista, è databile al 1699. Le finestre sono state aggiunte nel XVIII secolo.
Nel XX secolo la chiesa fu oggetto di un restauro e le tavole in legno delle mura vennero coperte per fermarne il lento degrado.
Numerosi elementi medievali restano in situ: le travi del pavimento (grunnstokker), le staffe (sviller), i pali negli angoli (hjørnestolper), le tavole dei muri (veggtiler) e quelle dell'abside (stavlægjer). Risalgono al periodo medievale anche le braccia della croce ed il soffitto. Dell'antica chiesa restano, oltre al portone, due tavole del muro settentrionale, il palo nell'angolo del coro, il frontone occidentale della navata e quello orientale del coro.

## Descrizione
Le chiese interamente in legno furono costruite sulla classica pianta basilicale. L'ispirazione principale del progetto fu lo stile basilicale delle cattedrali europee, mentre l'ispirazione dell'inquadratura del tetto rivestito di assi e ricoperto di scandole era una tecnica architettonica prevalente nei paesi scandinavi. Le colonne cilindriche con capitelli cubici e archi semicircolari della chiesa rivelano il prestito dalle strutture spaziali dell'architettura romanica in pietra.
L'assetto planimetrico venne modificato nel corso del Seicento con l'ampliamento verso sud della navata centrale.

### Impianto decorativo
Le decorazioni all'esterno della chiesa in legno di Urnes, comprese le sculture in legno e le decorazioni scolpite, servono come prova visiva della trasformazione, assimilazione e adozione del cristianesimo da parte della cultura vichinga. I pannelli con cinghie sono stati presi dalla precedente chiesa di Urnes dell'XI secolo e poi incorporati nella nuova struttura, mantenendo vivi gli elementi della tradizione vichinga. La decorazione scolpita del portale nord, raffigurante animali intrecciati, in questo contesto in stile urnese è uno degli ultimi esempi di ornamento animale vichingo.
L'interno della Chiesa è più riccamente decorato dell'esterno. La struttura è in parte sorretta da una serie di colonne lignee del XII secolo. Nella parte superiore delle colonne, i capitelli sono decorati con intagli di motivi umani, animali e vegetali. Alcuni di questi capitelli contengono semplici figure astratte mentre alcuni contengono il tradizionale disegno ad intreccio della tradizione vichinga. La chiesa in legno di Urnes ospita anche numerosi oggetti liturgici medievali per il culto pubblico.

### Portale Nord
Il portone e gli altri dettagli della facciata settentrionale, così come le mura in legno del frontone, sono decorati in stile Urnes. Sono probabili reliquie della chiesa che originariamente sorgeva nello stesso luogo. È stato supposto che il portone fosse in origine l'entrata principale dell'edificio, rivolta verso ovest. Nella mitologia e nelle religioni, il portale ha lo scopo di far entrare le persone nella casa di Dio. In senso cristiano, i portali sono l'incarnazione simbolica nel mondo mortale del caos e della lotta con il male nella vita quotidiana.
Vi sono stati numerosi tentativi di decifrare le decorazioni iconografiche presenti nella parte più interessante della chiesa, il vecchio portone della facciata settentrionale.
Le immagini sono solitamente considerate simboli di un serpente che si arrampica. In basso si trova un animale con quattro piedi che morde il serpente. Un'interpretazione comune dice che ritrae l'eterna lotta tra il bene ed il male. Si suppone che l'animale sia un leone stilizzato, usuale rappresentazione del Cristo nel simbolismo cristiano, che combatte il diavolo simboleggiato dal serpente, solita rappresentazione di Satana.
D'altra parte, la lotta tra il serpente e la grande bestia potrebbe rappresentare l'inizio del Ragnarok. È infatti possibile che la decorazione della chiesa precedente presentasse alcune scene della mitologia norrena, una probabile ragione della sua prematura ricostruzione nel XII secolo. In questo contesto, l'animale può essere interpretato come il serpe Níðhöggr che mangia le radici di Yggdrasil. «I serpenti e i draghi intrecciati rappresentano la fine del mondo secondo la leggenda norrena del Ragnarök».
Il portale in stile Urnes con spirali scolpite di serpenti e viti che si contorcono, in un tumulto di animali allungati e piante ridotte a viti. Il punto più importante dell'enorme groviglio è presentare l'intreccio stesso di tutti gli esseri viventi, animali o vegetali. Sul lato destro, a circa un terzo della distanza dal fondo, un serpente emette persino un giglio dalla bocca. La caratteristica visiva è spesso definita dagli storici dell'arte come lo stile di Urnes.

## Galleria d'immagini

### Esterno

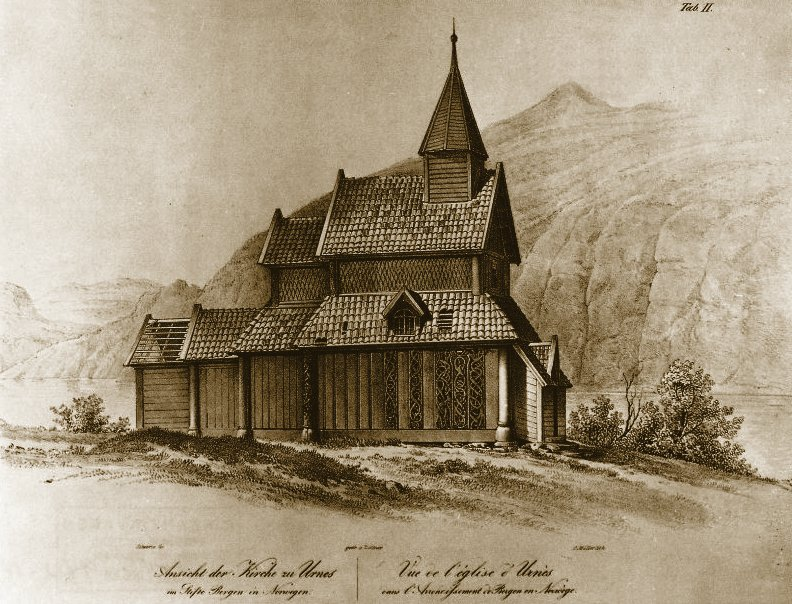
La chiesa di Urnes - disegno di Johan Christian Dahl
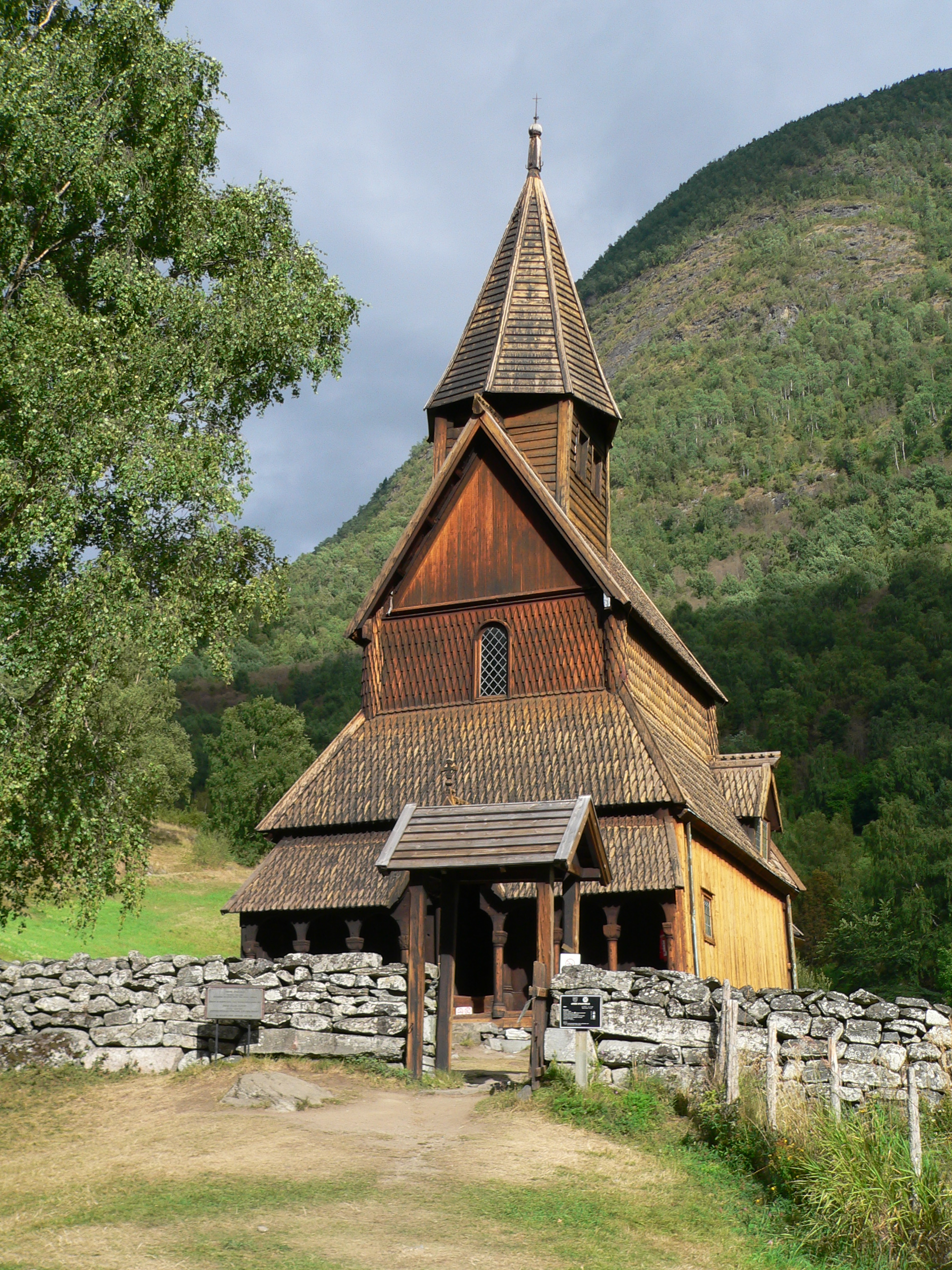
La facciata
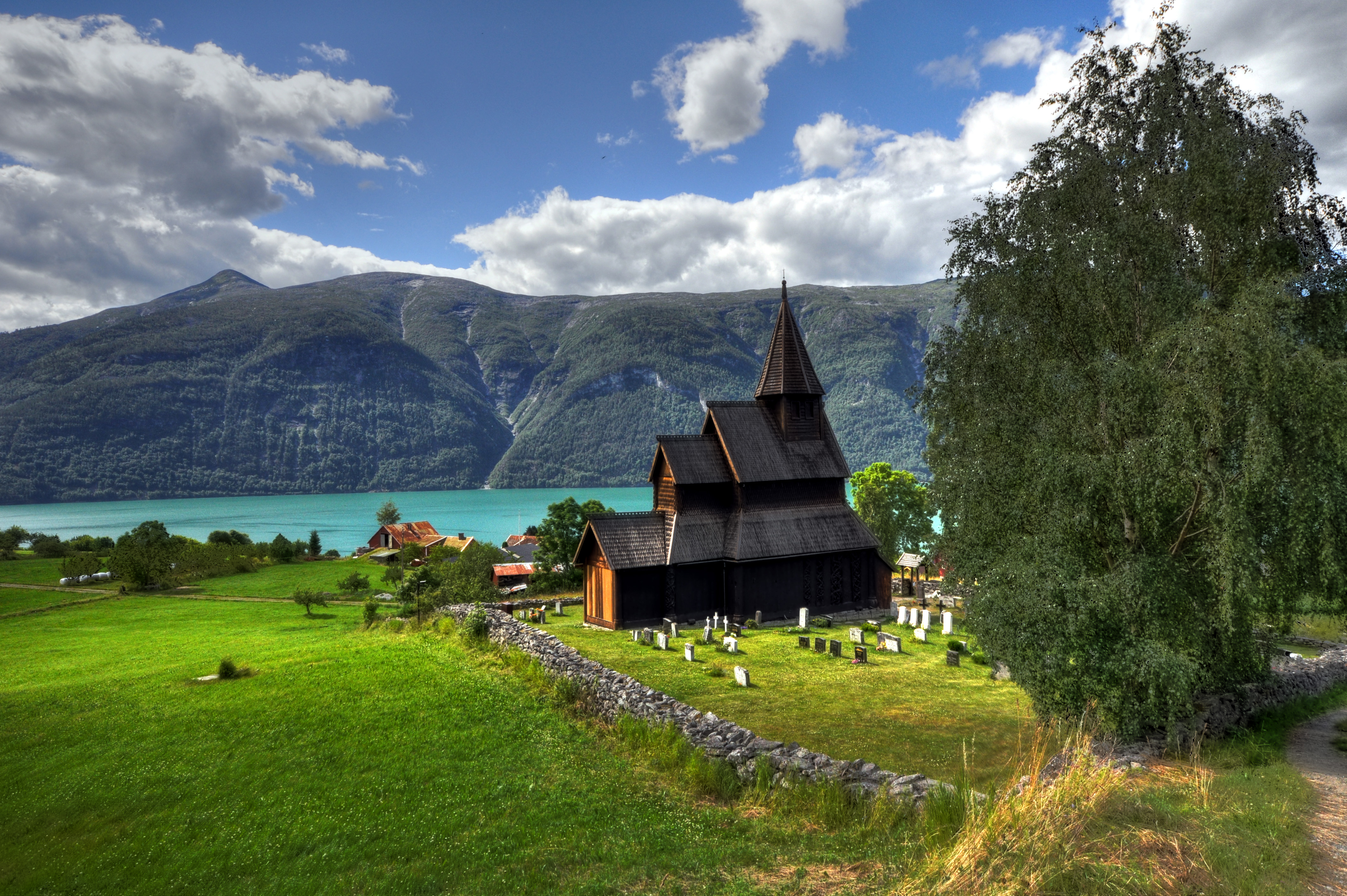
Vista della chiesa
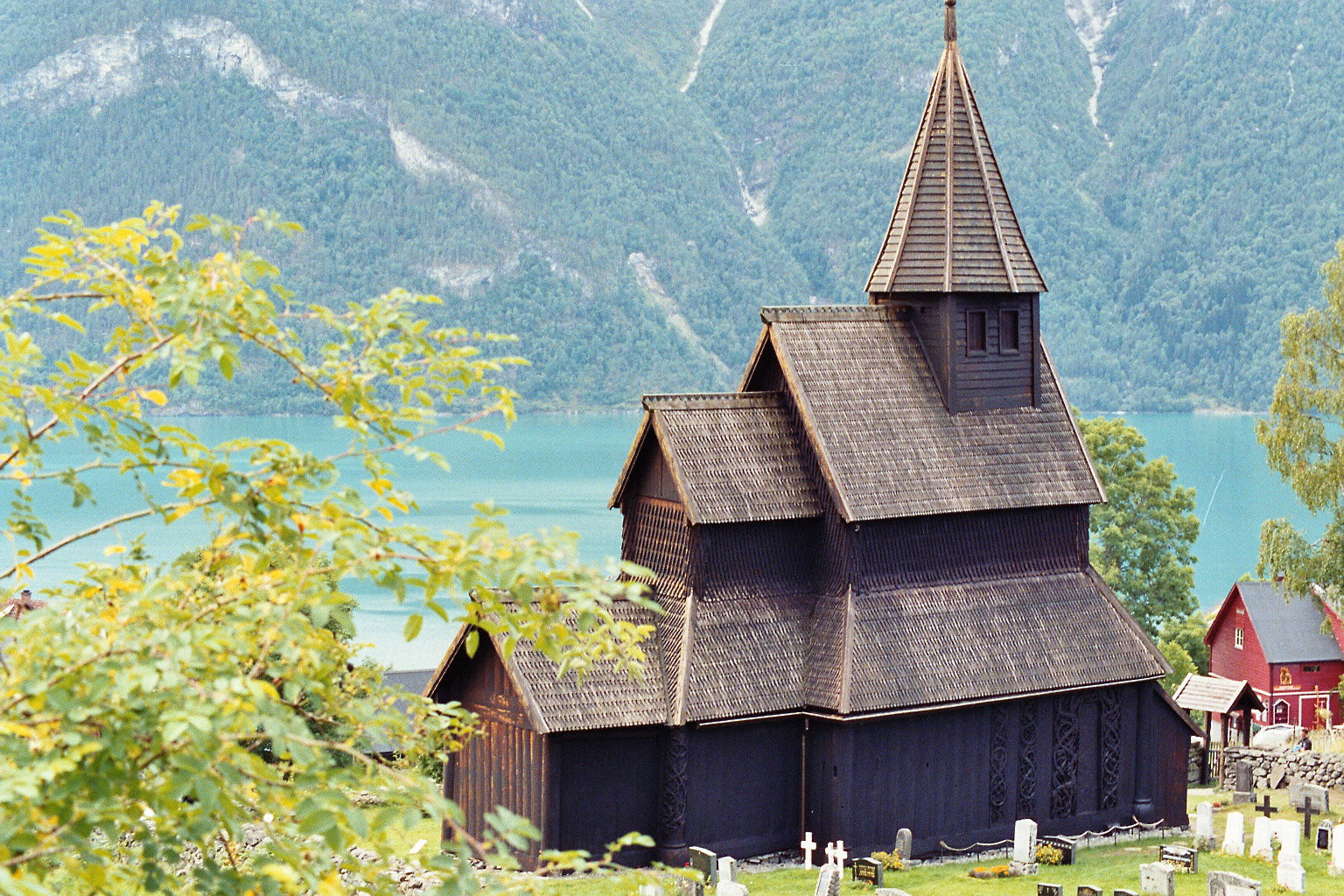
Vista dal fiordo
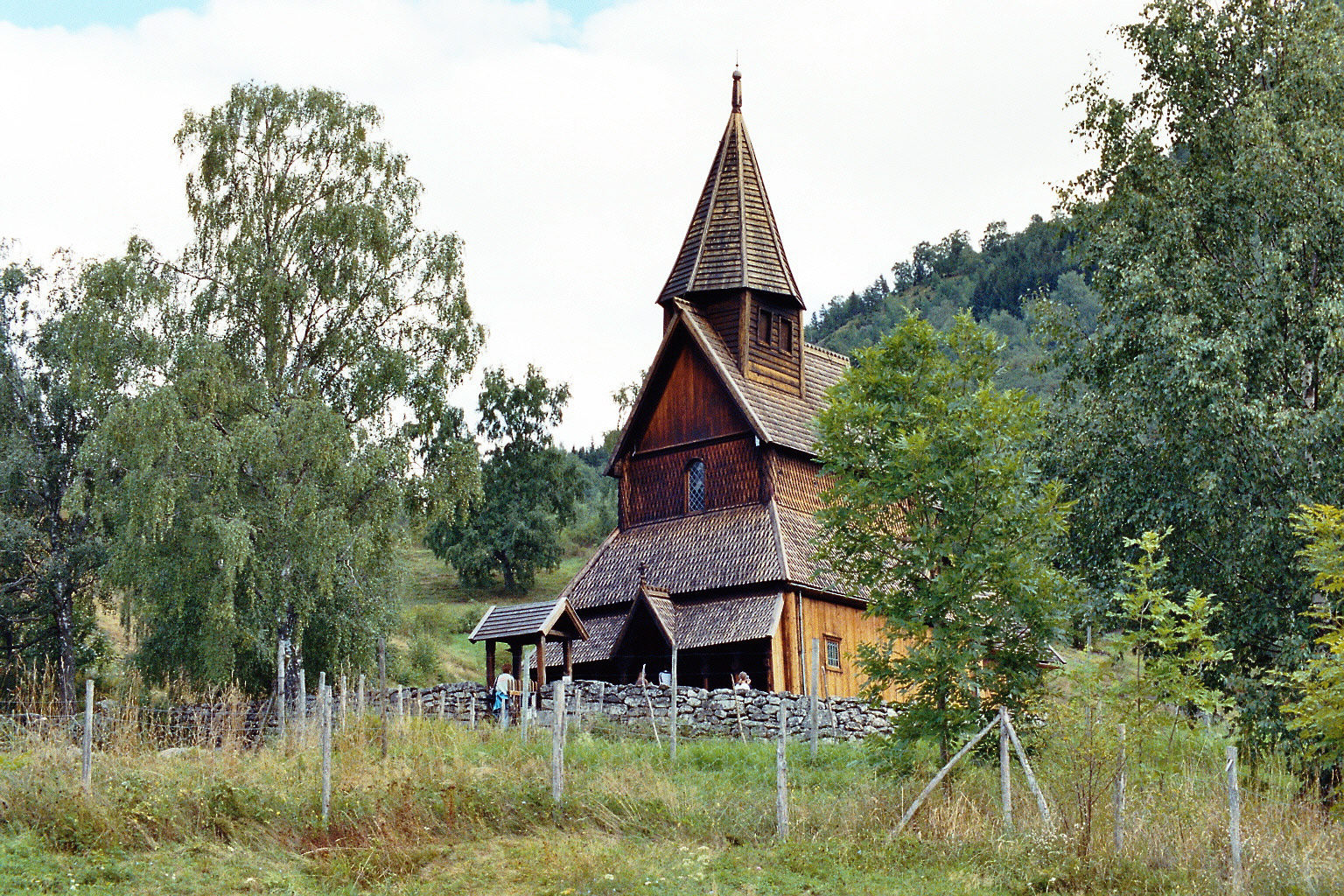
Vista dalla montagna

### Decorazione lignea

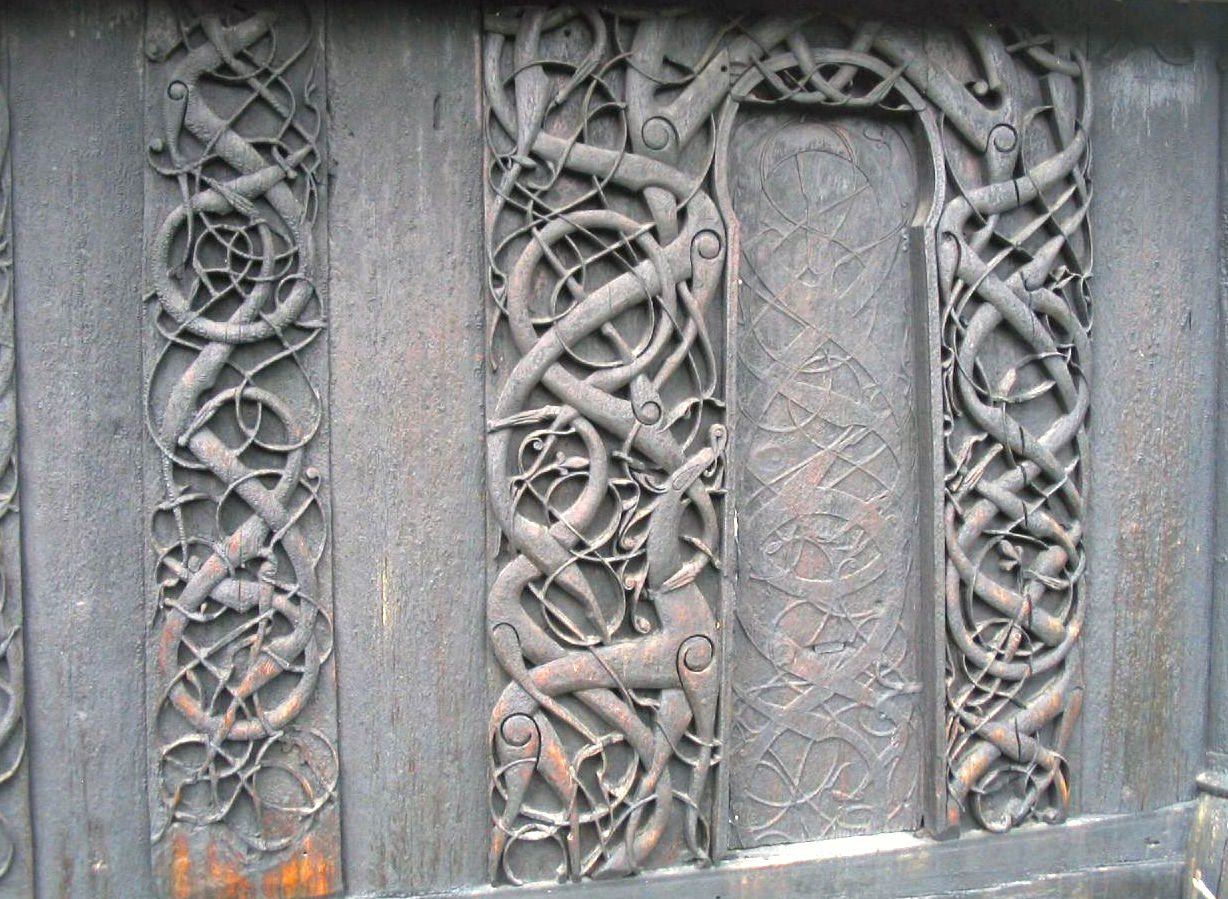
Intagli sugli stipiti della porta e tavola del muro sul lato nord
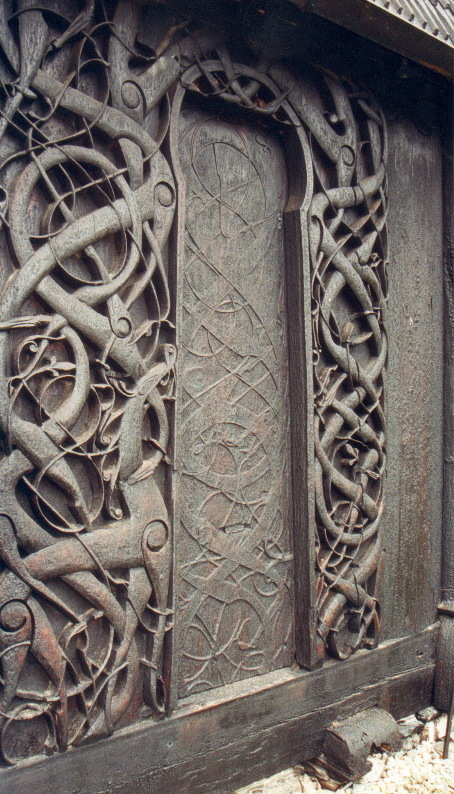
Porta sul lato nord con stipiti intagliati
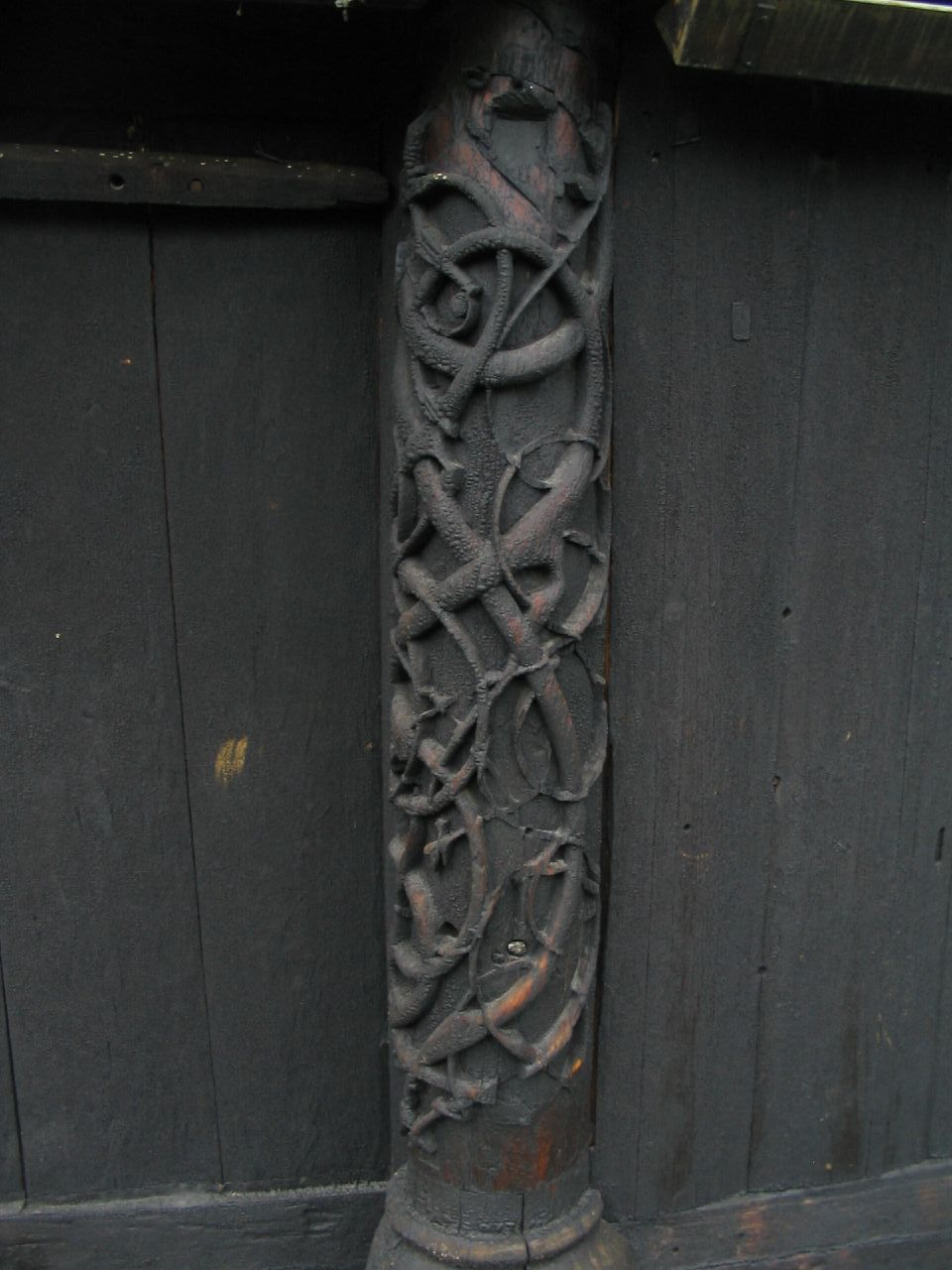
Stipite destro della porta sul lato nord
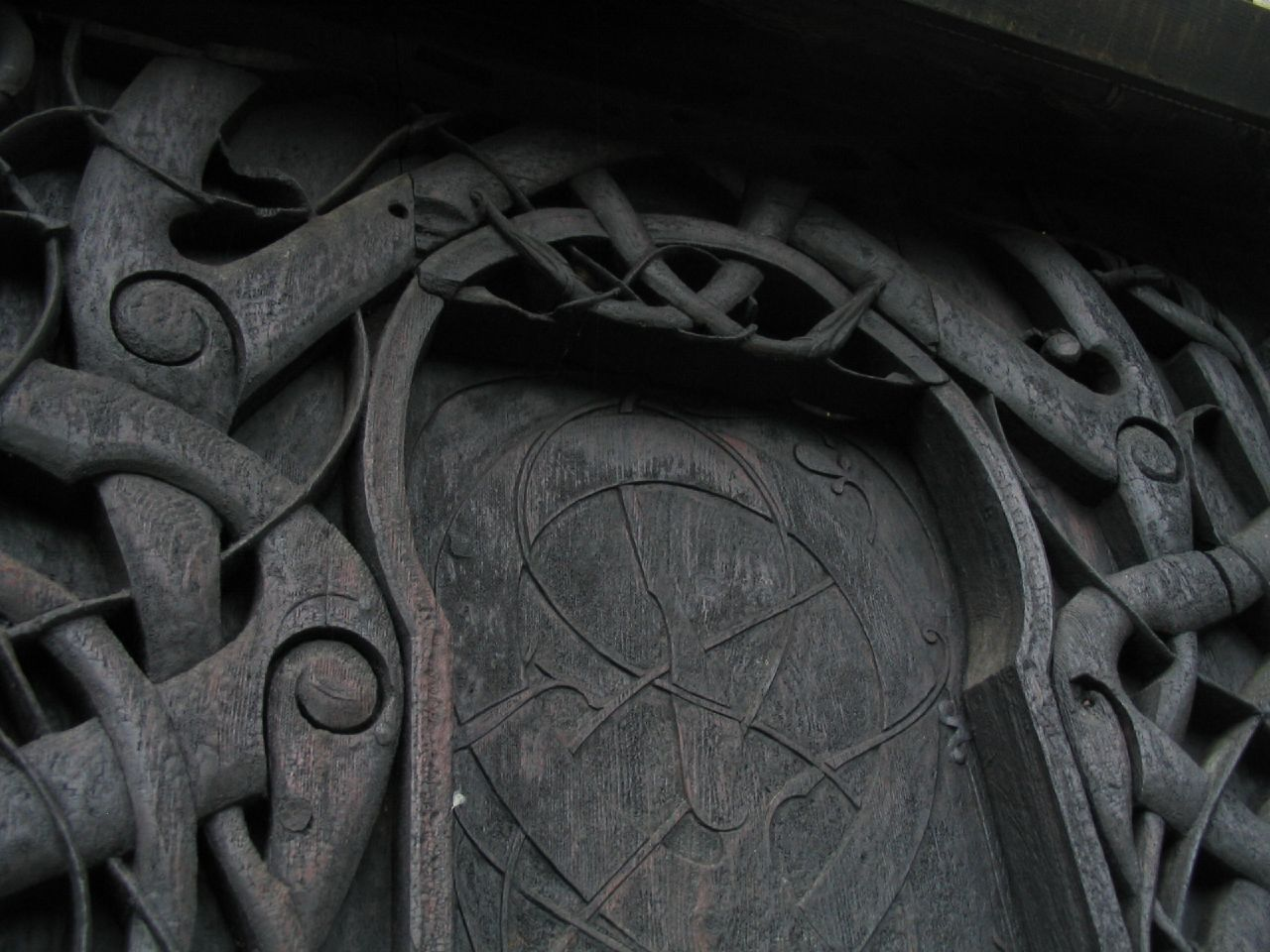
Architrave della porta sul lato nord
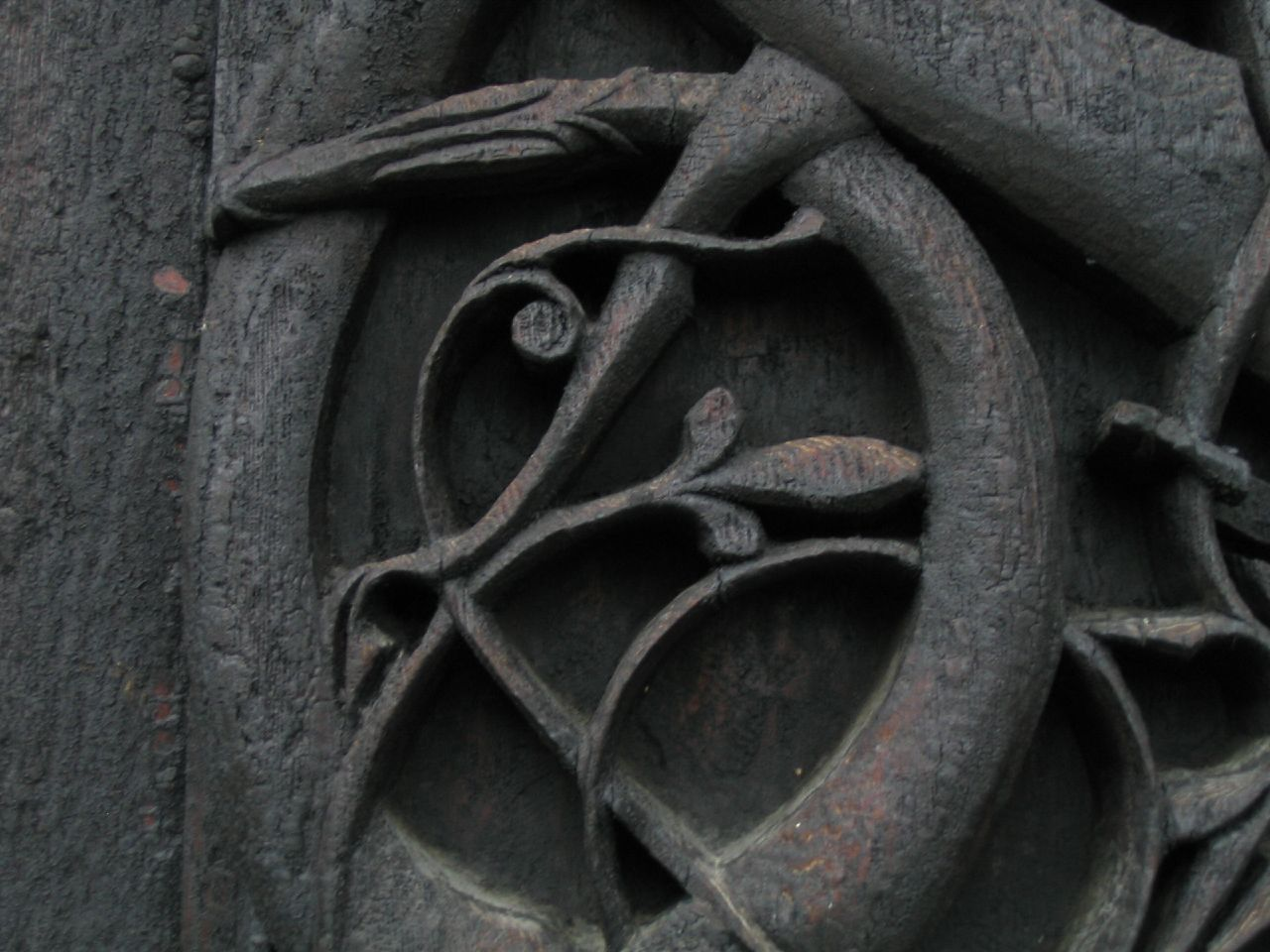
Dettaglio dell'intaglio dello stipite sinistro della porta sul lato nord
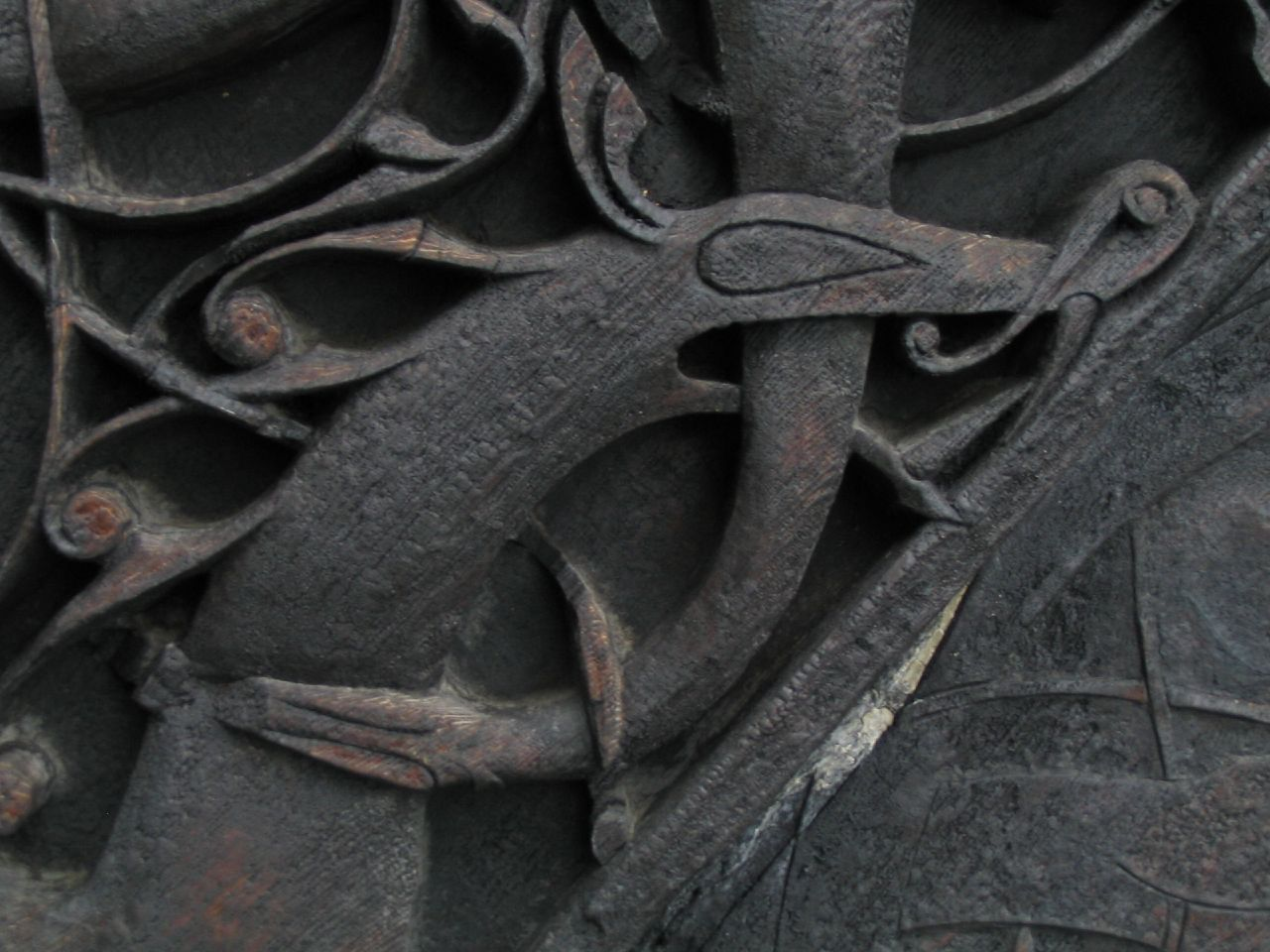
Dettaglio dell'intaglio dello stipite sinistro della porta sul lato nord

### Interno

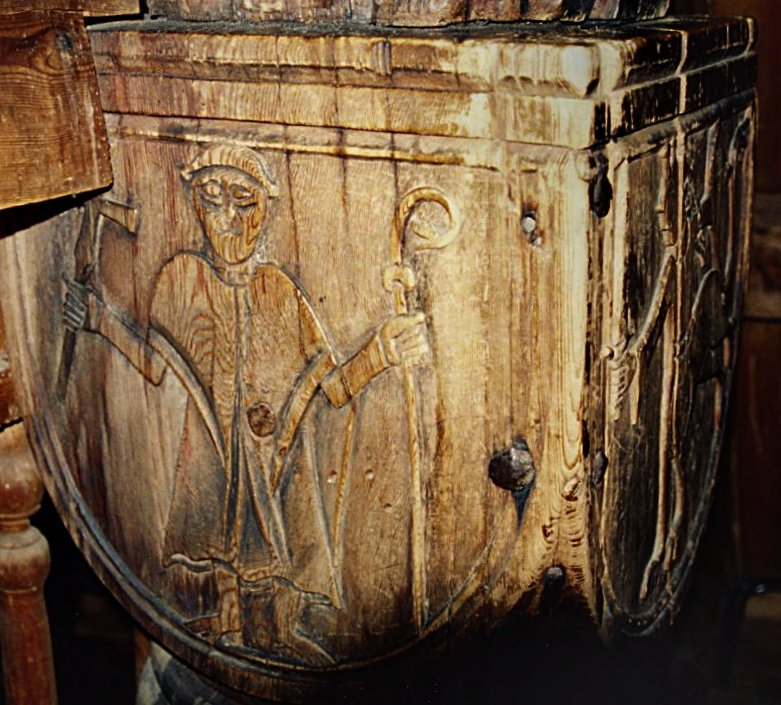
Pellegrino raffigurato su uno dei capitelli
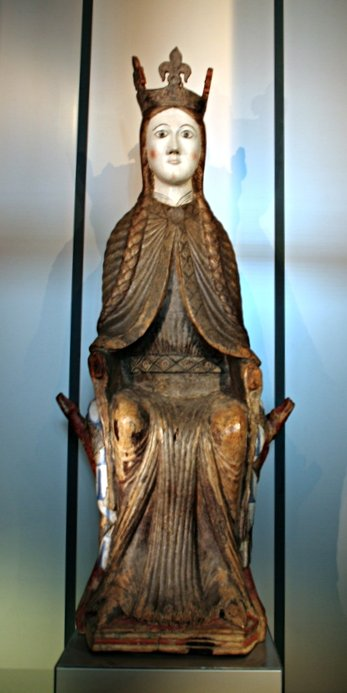
Madonna
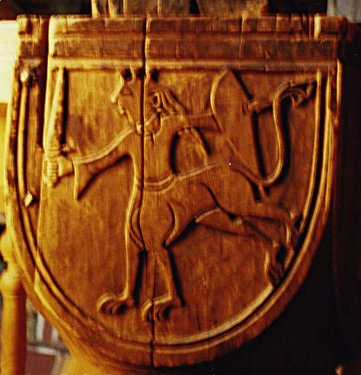
Centauro raffigurato su uno dei capitelli
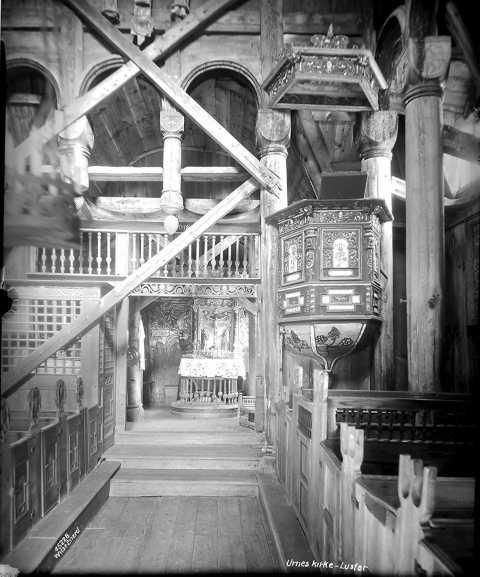
L'interno della chiesa - fotografia del 1937